# Вестфальский экспресс
Вестфальский экспресс (RE6) (нем. Westfalen-Express) — линия пассажирского регионального экспресса в федеральной земле Северный Рейн-Вестфалия (Германия). Соединяет значимые города восточной Вестфалии Минден, Билефельд, Хамм с крупнейшими городами Рурской области — Дортмундом, Бохумом, Эссеном и Дуйсбургом, а также столицей земли — Дюссельдорфом . Движение экспресса осуществляется по путям, предназначенным для скорых поездов со скоростью 160 км/ч.

## История
Появление региональных экспрессов на железных дорогах Германии было связано с оптимизацией системы движения. До этого существовали либо пригородные поезда, либо скорые. Чтобы улучшить систему сообщения было решено создать промежуточный класс поездов, передав некоторые функции скорых поездов поездам пригородного сообщения.

С 1998 года единую железнодорожную связь от Ахена до Билефельда обеспечивал экспресс RE1. При реорганизации движения в декабре 2002 года был введён маршрут RE6.

## Железнодорожные участки
Вестфальский экспресс проходит по участкам четырёх железных дорог:
- железная дорога Хамм-Минден;
- железная дорога Дортмунд-Хамм;
- железная дорога Дуйсбург-Дортмунд;
- участок железной дороги Кёльн-Дуйсбург от Дуйсбурга до Дюссельдорфа.

## Интервал движения
Согласно расписанию, экспресс RE6 ходит один раз в час.